# Championnat de Biélorussie de football 1995
Navigation
Saison précédente Saison suivante
La saison 1995 du Championnat de Biélorussie de football est la cinquième édition de la première division biélorusse. Elle regroupe seize clubs biélorusses au sein d'une poule unique qui s'affrontent en matchs aller simple, du fait du passage de la compétition à un calendrier hivernal en une année après trois saisons sous un calendrier estival sur deux années. En fin de saison, le dernier du classement est relégué en deuxième division et remplacé par le vainqueur de cette dernière compétition tandis que l'avant-dernier affronte le vice-champion du deuxième échelon dans le cadre de barrages sur deux manches.
C'est le Dinamo Minsk, quadruple champion en titre, qui remporte à nouveau le championnat, en terminant avec deux points d'avance sur le promu MPKC Mozyr et six sur le Dinamo-93 Minsk. Il s'agit du cinquième titre de champion de Biélorussie de l'histoire du club qui se qualifie dans la foulée pour la Coupe UEFA 1996-1997, au même titre que le Dinamo-93, le MKPC Mazyr se qualifiant quant à lui pour la Coupe des coupes en qualité de vainqueur de la Coupe de Biélorussie 1995-1996. La dernière place européenne est attribuée à l'Ataka-Aura Minsk, qui se qualifie pour la Coupe Intertoto 1995 en tant que quatrième du championnat.

## Clubs participants
Un total de seize équipes participent à la saison 1995, quinze d'entre elles étant déjà présentes la saison précédente tandis que le MPKC Mazyr et l'Ataka-Aura Minsk sont promus en première division pour remplacer le Homselmach Homiel et le Lokomotiv Vitebsk, relégués à l'issue de la dernière édition.
Légende des couleurs
- Tour préliminaire de la Coupe UEFA 1995-1996.
- Tour préliminaire de la Coupe des coupes 1995-1996.
- Phase de groupes de la Coupe Intertoto 1995.
- Promu de deuxième division.

| Club                | Classement 1994-1995 | Présent depuis | Stade               | Capacité théorique |
| ------------------- | -------------------- | -------------- | ------------------- | ------------------ |
| Dinamo Minsk        | 1                    | 1992           | Stade Dinamo        | 50 050             |
| Dvina Vitebsk       | 2                    | 1992           | Stade Dinamo        | 5 500              |
| Dinamo-93 Minsk     | 3                    | 1992           | Stade Traktor       | 25 000             |
| FK Maladetchna      | 4                    | 1992           | Stade municipal     | 5 600              |
| Dniepr Mahiliow     | 5                    | 1992           | Stade Spartak       | 12 000             |
| Torpedo Minsk       | 6                    | 1992           | Stade Torpedo       | 5 000              |
| Nioman Hrodna       | 7                    | 1992           | Stade Nioman        | 14 000             |
| Obouvchtchik Lida   | 8                    | 1994           | Stade municipal     | 2 870              |
| Vedrytch Retchytsa  | 9                    | 1992           | Stade Retchytsadrev | 4 000              |
| Dinamo Brest        | 10                   | 1992           | Stade Dinamo        | 10 500             |
| Torpedo Mahiliow    | 11                   | 1992           | Stade Torpedo       | 4 000              |
| FK Babrouïsk        | 12                   | 1992           | Stade Spartak       | 5 000              |
| Chinnik Babrouïsk   | 13                   | 1993           | Stade Spartak       | 4 800              |
| Chakhtior Salihorsk | 14                   | 1992           | Stade Chakhtior     | 5 000              |
| MPKC Mazyr          | 1 (D2)               | 1995           | Stade Iounost       | 7 500              |
| Ataka-Aura Minsk    | 2 (D2)               | 1995           | Stade Traktor       | 25 000             |

## Compétition
Le barème de points servant à établir le classement se décompose ainsi :
- Victoire : 3 points
- Match nul : 1 point
- Défaite : 0 point

### Classement
| Rang | Équipe              | Pts | J  | G  | N | P  | Bp | Bc | Diff |
| ---- | ------------------- | --- | -- | -- | - | -- | -- | -- | ---- |
| 1    | Dinamo Minsk T      | 38  | 15 | 12 | 2 | 1  | 42 | 13 | +29  |
| 2    | MPKC Mazyr P        | 36  | 15 | 11 | 3 | 1  | 44 | 9  | +35  |
| 3    | Dinamo-93 Minsk     | 32  | 15 | 10 | 2 | 3  | 28 | 15 | +13  |
| 4    | Ataka-Aura Minsk P  | 29  | 15 | 8  | 5 | 2  | 26 | 7  | +19  |
| 5    | FK Maladetchna      | 25  | 15 | 8  | 1 | 6  | 33 | 19 | +14  |
| 6    | Dniepr Mahiliow     | 22  | 15 | 7  | 1 | 7  | 26 | 23 | +3   |
| 7    | Dvina Vitebsk       | 20  | 15 | 5  | 5 | 5  | 12 | 12 | 0    |
| 8    | Nioman Hrodna       | 19  | 15 | 6  | 1 | 8  | 20 | 35 | -15  |
| 9    | Torpedo Minsk       | 18  | 15 | 5  | 3 | 7  | 12 | 27 | -15  |
| 10   | Dinamo Brest        | 17  | 15 | 5  | 2 | 8  | 27 | 32 | -5   |
| 11   | Torpedo Mahiliow    | 17  | 15 | 4  | 5 | 6  | 17 | 21 | -4   |
| 12   | Obouvchtchik Lida   | 16  | 15 | 4  | 4 | 7  | 15 | 23 | -8   |
| 13   | Chakhtior Salihorsk | 16  | 15 | 4  | 4 | 7  | 12 | 20 | -8   |
| 14   | Vedrytch Retchytsa  | 15  | 15 | 4  | 3 | 8  | 22 | 20 | +2   |
| 15   | Chinnik Babrouïsk   | 15  | 15 | 4  | 3 | 8  | 17 | 29 | -12  |
| 16   | FK Babrouïsk        | 2   | 15 | 0  | 2 | 13 | 6  | 54 | -48  |

|  | Qualification pour la Coupe UEFA 1996-1997       |
|  | Qualification pour la Coupe des coupes 1996-1997 |
|  | Qualification pour la Coupe Intertoto 1996       |
|  | Qualification pour le barrage de relégation      |
|  | Relégation en deuxième division                  |

### Matchs

#### Barrage de promotion-relégation
| Équipe 1               | Résultat | Équipe 2                | Aller | Retour |
| ---------------------- | -------- | ----------------------- | ----- | ------ |
| Shinnik Babrouïsk (D1) | 3 - 2    | Kommounalnik Pinsk (D2) | 0 - 2 | 3 - 0  |

- Le Shinnik Babrouïsk se maintient en première division.

## Bilan de la saison
| Championnat de Biélorussie de football 1995 |                          |
| Champion                                    | Dynamo Minsk (5e titre)  |
| Qualifications continentales                |                          |
| Coupe UEFA 1996-1997                        | Dynamo Minsk             |
| Coupe UEFA 1996-1997                        | Dynamo-93 Minsk          |
| Coupe Intertoto 1996                        | FK Ataka Minsk           |
| Promotions et relégations                   |                          |
| Promus en Premier League                    | Naftan-Devon Novopolotsk |
| Relégués en First League                    | Fandok Babrouïsk         |